# Вознесенский тракт
Вознесенский тракт (тат. Вознесенский тракты) — широтная магистраль в Казани, являющаяся частью скоростного автомобильного коридора, который соединяет Оренбургский тракт с федеральной автодорогой М7 «Волга». Участок Вознесенского тракта от проспекта Победы до магистрали М7 имеет статус платной автодороги. Он построен на условиях государственно-частного партнёрства. Это первая платная автодорога на территории Казани.

## Название

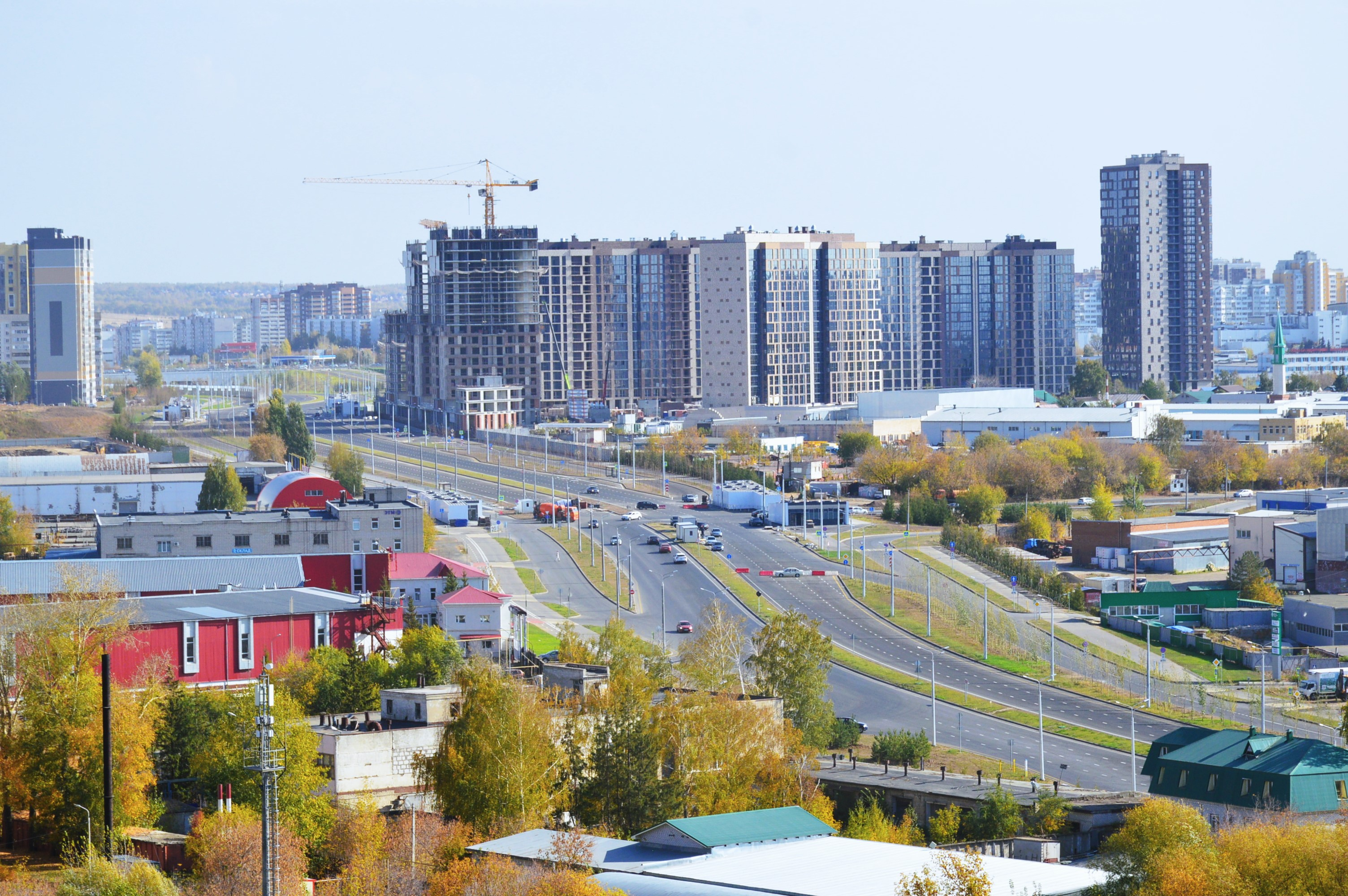
Панорама первой очереди Вознесенского тракта

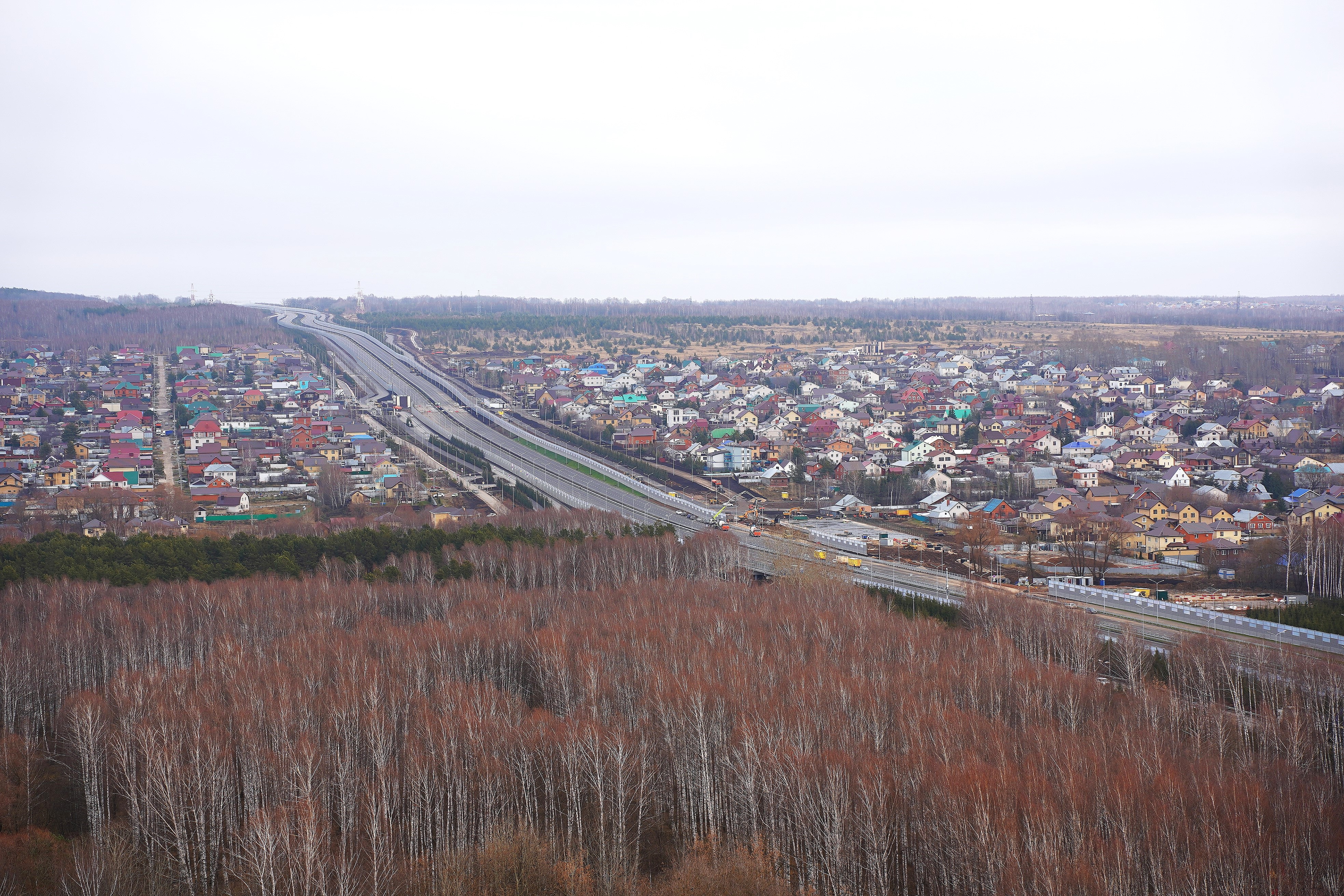
Панорама второй очереди Вознесенского тракта (у посёлка Вознесенское)

Название Вознесенский тракт официально присвоено магистрали постановлением исполкома г. Казани от 22 сентября 2023 года № 2807. 
Оно появилось в память о старом Вознесенском тракте, который с дореволюционных времён вёл из Казани к пригородному селу Вознесенское (по названию села тракт и получил своё наименование). В довоенный период часть Вознесенского тракта вошла в городскую черту Казани, в результате чего тракт на этом участке стал городской улицей, получившей в 1964 году новое название — улица Аделя Кутуя.
Нынешний Вознесенский тракт также ведёт в сторону бывшего села (ныне — посёлок) Вознесенское, но его трассировка не совпадает с линией прохождения старого Вознесенского тракта. Начальный участок нынешнего тракта (автомагистрали) находится значительно южнее старого, а его трассировка в целом имеет широтное направление — с запада на восток, в то время как старый тракт шёл от Казани в юго-восточном направлении (условное место пересечения двух трактов находится в районе жилого комплекса «Победа»).

## Территориальное расположение
Вознесенский тракт находится в восточной части Казани, на территории Советского района, на участке между улицей Гвардейской и федеральной магистралью М7. Являясь продолжением Аметьевской магистрали, идущей от Оренбургского тракта, он выступает в роли дублёра расположенного к северу от него Мамадышского тракта, обеспечивая дополнительный выезд из Казани в направлении Набережных Челнов. 
Первая очередь Вознесенского тракта, строительство которой завершилось в октябре 2023 года, начинается от улицы Гвардейской и заканчивается у проспекта Победы. Здесь Вознесенский тракт проходит по территории промзоны Советского района, затем по проезжей части участка улицы Аделя Кутуя и северному участку улицы Бухарской, далее по коридору южнее жилого комплекса «Победа» вплоть до проспекта Победы. На участке между улицами Аделя Кутуя и Назиба Жиганова по Вознесенскому тракту проходит южная граница жилого района «Седьмое небо».
Вторая очередь Вознесенского тракта, строительство которой завершилось в декабре 2024 года, начинается к востоку от проспекта Победы, проходит вдоль так называемого Азинского оврага (между улицами Закиева и Минской), разделяющего жилые массивы Азино-1 (с северной стороны) и Азино-2 (с южной стороны), затем проходит по незастроенному коридору через посёлок Вознесенское и выходит к федеральной магистрали М7.
Общая длина Вознесенского тракта — 10,7 км, в том числе длина первой очереди (от улицы Гвардейской до проспекта Победы) — 2,8 км.

## Технические характеристики

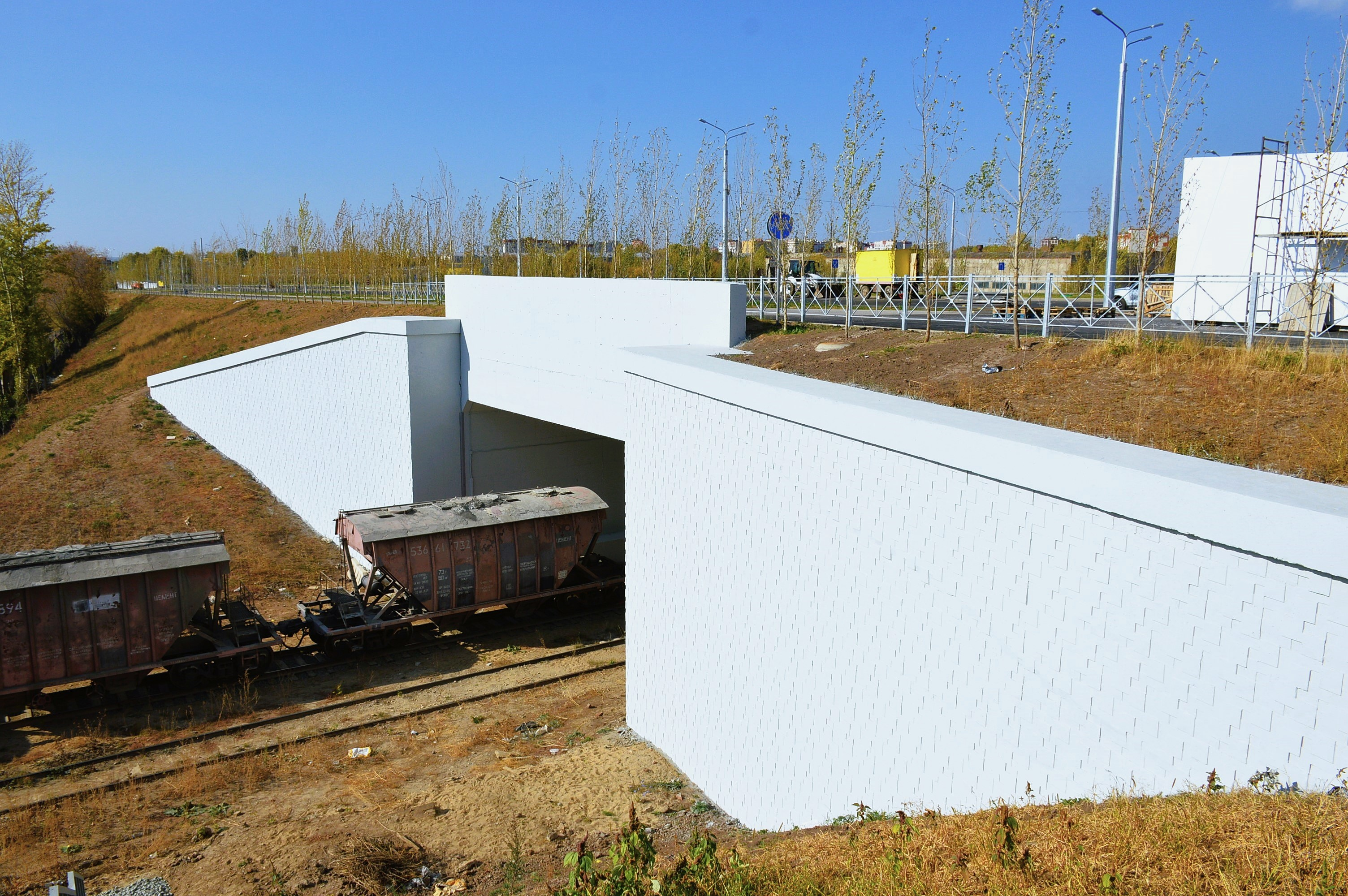
Железнодорожный тоннель под Вознесенским трактом

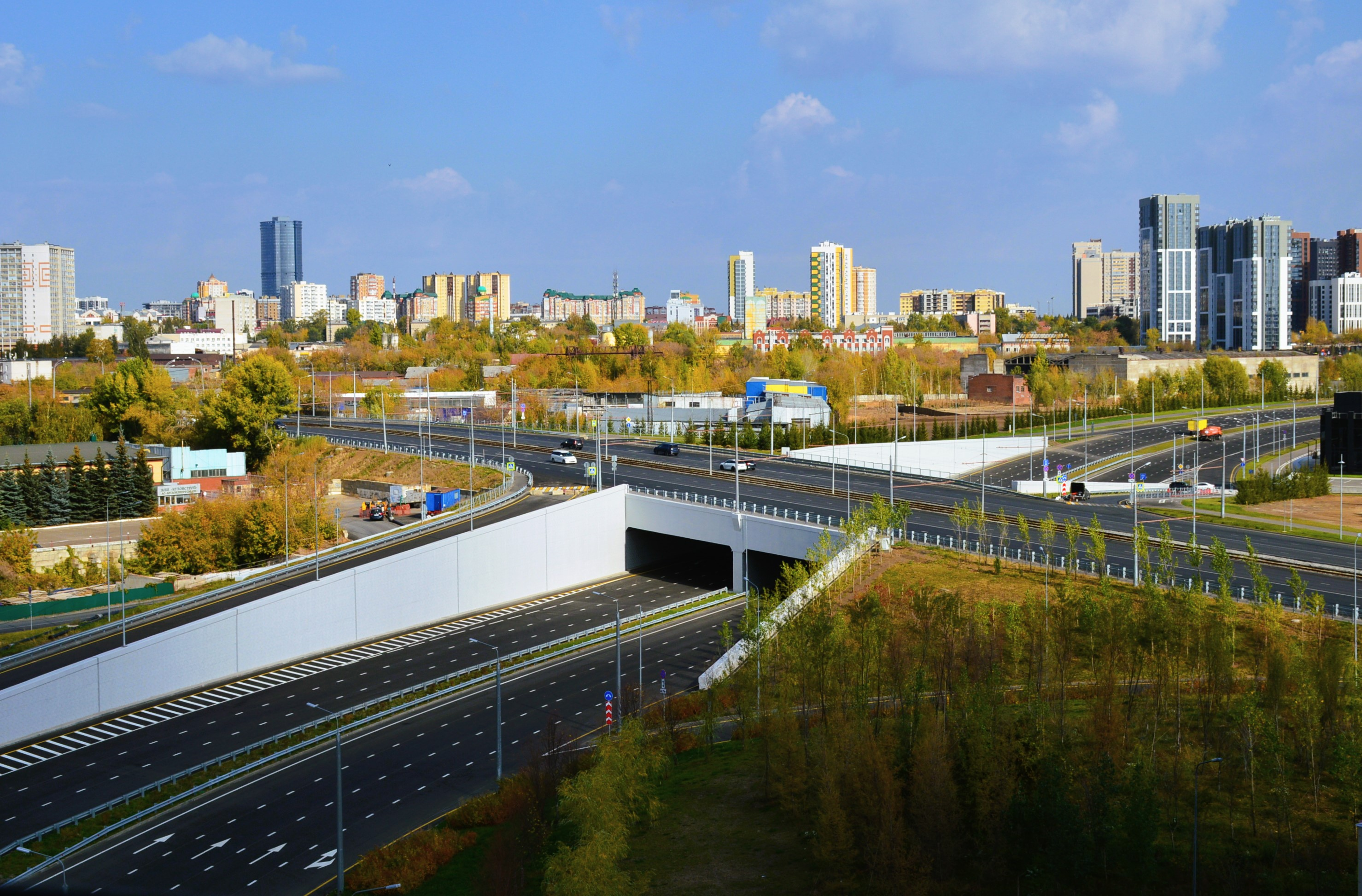
Развязка на пересечении Аметьевской магистрали и Вознесенского тракта с улицей Гвардейской

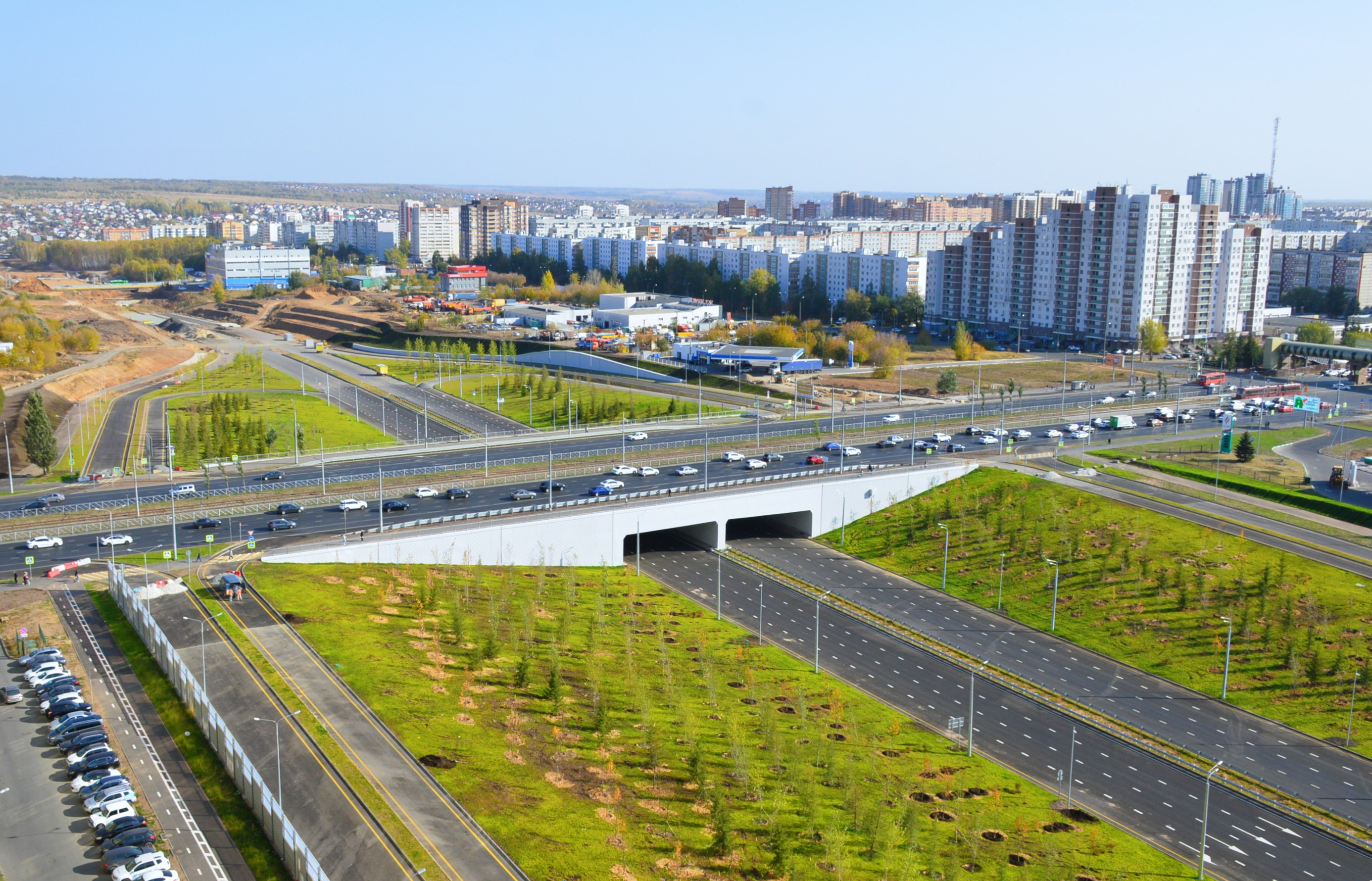
Развязка на пересечении Вознесенского тракта с проспектом Победы

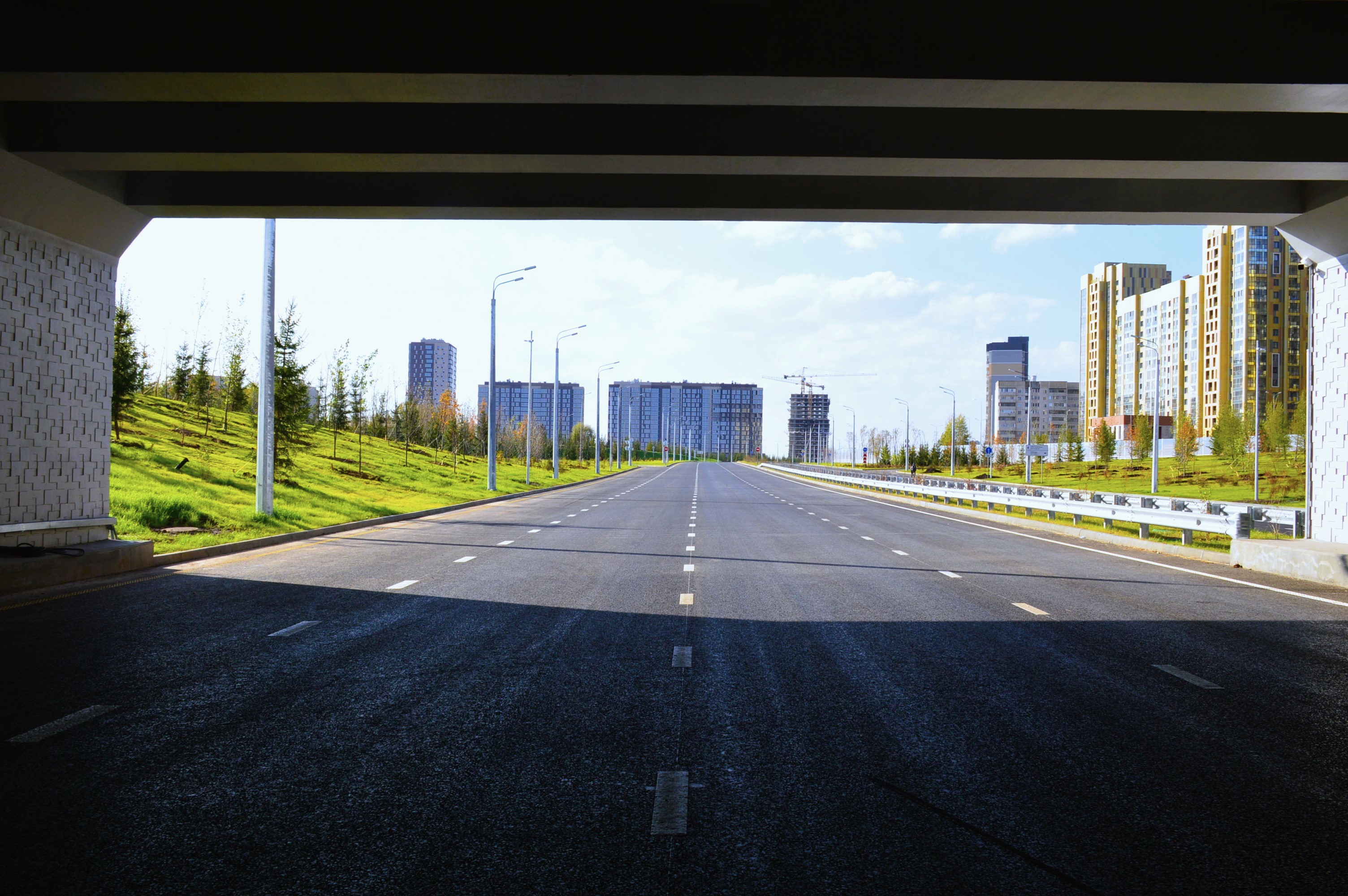
Вид на Вознесенский тракт из-под путепровода по проспекту Победы

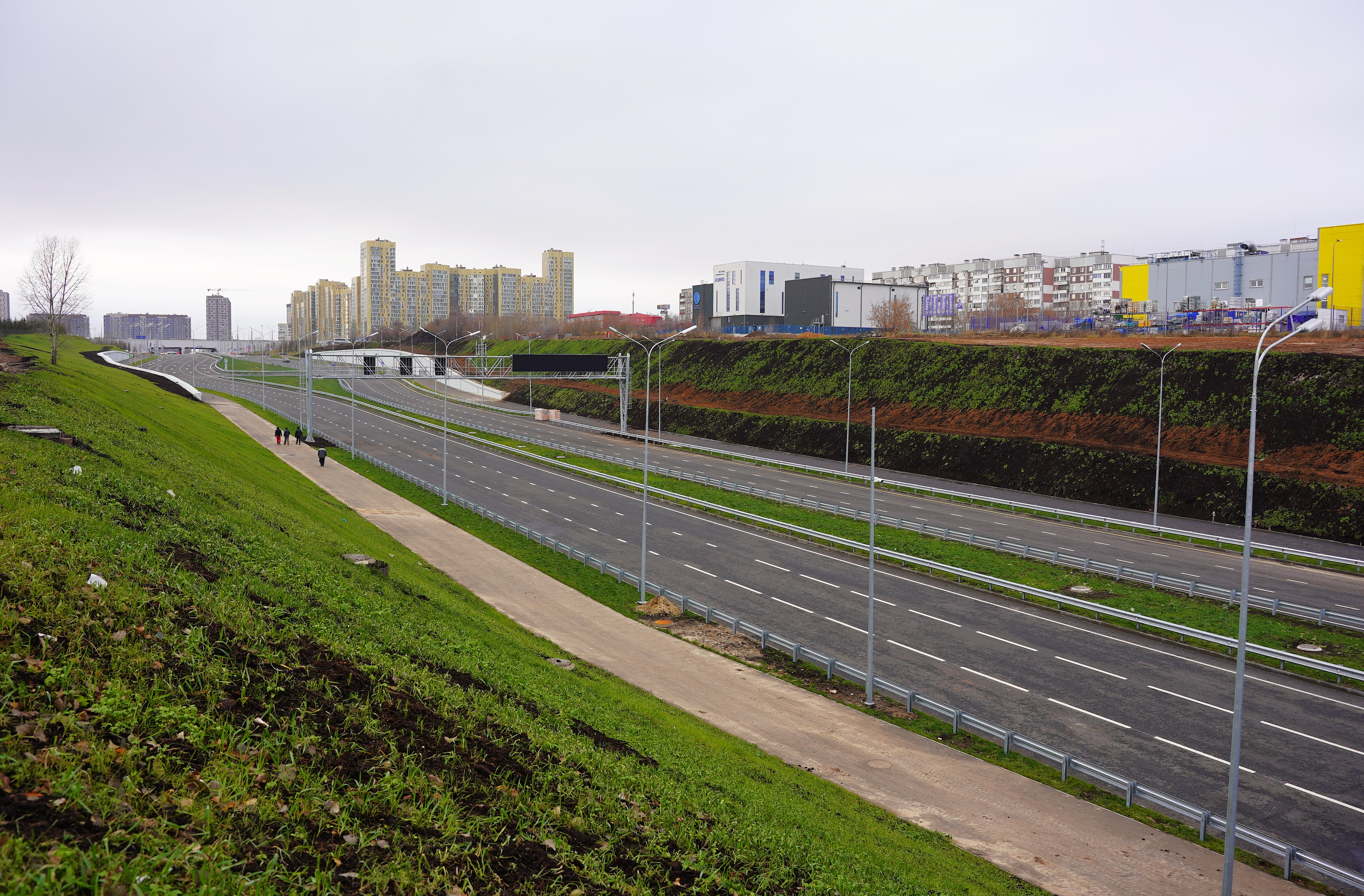
Вознесенский тракт на участке между проспектом Победы и улицей Юлиуса Фучика

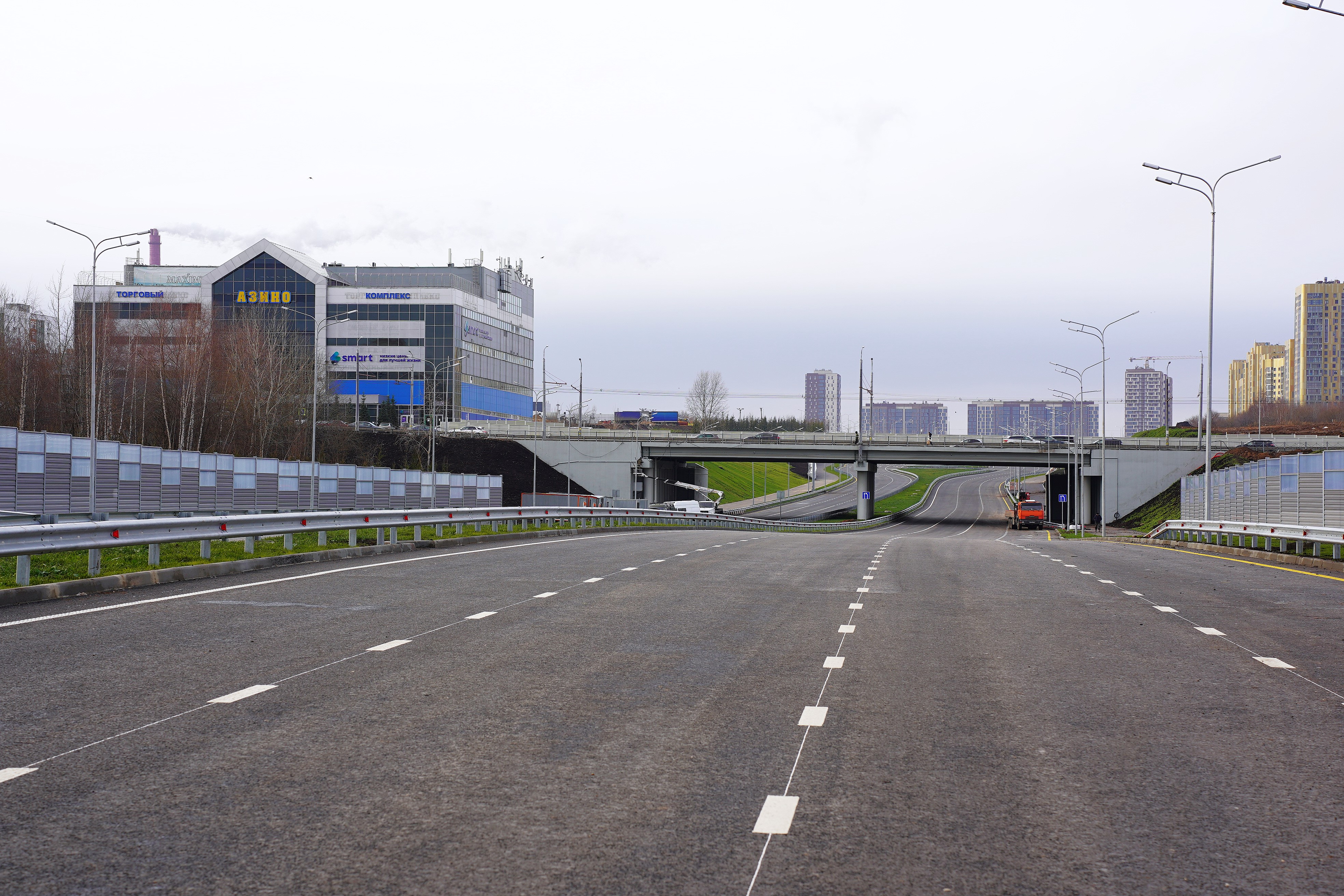
Мост по улице Юлиуса Фучика над Вознесенским трактом

Вознесенский тракт — это магистральная дорога общегородского значения первого класса с шестиполосным движением (по три в каждую сторону) и разделительной полосой шириной 4 метра. Ширина полосы движения — 3,75 м. Ливневая канализация не предусмотрена. 

### Первая очередь магистрали (от улицы Гвардейской до проспекта Победы)
Для обеспечения непрерывного автомобильного движения с расчётной скоростью 70 км/ч на участке первой очереди Вознесенского тракта построены два тоннельных проезда под автомобильными путепроводами (на пересечениях с улицей Гвардейской и проспектом Победы), один железнодорожный тоннель под Вознесенским трактом (для железнодорожной ветки, идущей к Казанскому домостроительному комбинату) и три подземных пешеходных перехода (на пересечениях с улицами Аделя Кутуя, Родины и Назиба Жиганова). Также построено более 6 км внутриквартальных и дополнительных проездов. Проложены тротуары шириной 4,5 м, совмещённые с велодорожками шириной 2,5 м. Вдоль первой очереди магистрали установлено 470 опор освещения, 985 м шумозащитных экранов, высажено 6 тыс. деревьев и 2,2 тыс. кустарников.  
Технические характеристики тоннелей и подземных пешеходных переходов:
Железнодорожный тоннель под Вознесенским трактом:

55°46′37″ с. ш. 49°11′05″ в. д.

- Длина тоннеля — 92 м

- Ширина тоннеля — 16,7 м

Путепровод на улице Гвардейской:

55°46′29″ с. ш. 49°10′30″ в. д.

- Длина тоннеля — 55,5 м

- Ширина тоннеля — 43,2 м

Путепровод на проспекте Победы:

55°46′28″ с. ш. 49°13′09″ в. д.

- Длина тоннеля — 70,5 м

- Ширина тоннеля — 43,2 м

Подземный пешеходный переход на пересечении с улицей Аделя Кутуя:

55°46′37″ с. ш. 49°11′09″ в. д.

- Длина — 75 м

- Ширина — 4 м

Подземный пешеходный переход на пересечении с улицей Родины:

55°46′37″ с. ш. 49°11′50″ в. д.

- Длина — 100 м

- Ширина — 4 м

Подземный пешеходный переход на пересечении с улицей Назиба Жиганова:

55°46′33″ с. ш. 49°12′28″ в. д.

- Длина — 263 м

- Ширина — 4 м

### Вторая очередь магистрали (от проспекта Победы до федеральной магистрали М7)
Для обеспечения непрерывного автомобильного движения на участке второй очереди Вознесенского тракта построены два тоннельных проезда под автомобильными путепроводами (на пересечениях с улицей Юлиуса Фучика и федеральной  магистралью М7), мост через реку  Нокса и два подземных пешеходных перехода (на территории жилого района Азино — в 250 метрах к востоку от улицы Юлиуса Фучика; на территории посёлка Вознесенское — между улицами Иман и Нардуган). Также с северной стороны Вознесенского тракта, параллельно ему построена дорога-дублёр местного значения с дополнительным мостом через Ноксу для бесплатного проезда от улицы Иман до перекрёстка с улицами Закиева и Академика Глушко, а с южной стороны — аналогичная дорога вдоль поселковой улицы Вознесенской. На бо́льшей части протяжения второй очереди магистрали установлены шумозащитные экраны.  
Мосты и подземные пешеходные переходы:
Мост над Вознесенским трактом по улице Юлиуса Фучика:

55°46′27″ с. ш. 49°13′54″ в. д.

Мост над Вознесенским трактом по федеральной магистрали М7:

55°46′25″ с. ш. 49°20′52″ в. д.

Мост через Ноксу по Вознесенскому тракту:

55°46′28″ с. ш. 49°15′00″ в. д.

Мост через Ноксу по дороге-дублёру местного значения:

55°46′30″ с. ш. 49°15′02″ в. д.

Подземный пешеходный переход в Азино:

55°46′27″ с. ш. 49°14′10″ в. д.

Подземный пешеходный переход в посёлке Вознесенское:

55°46′29″ с. ш. 49°15′50″ в. д.

## История

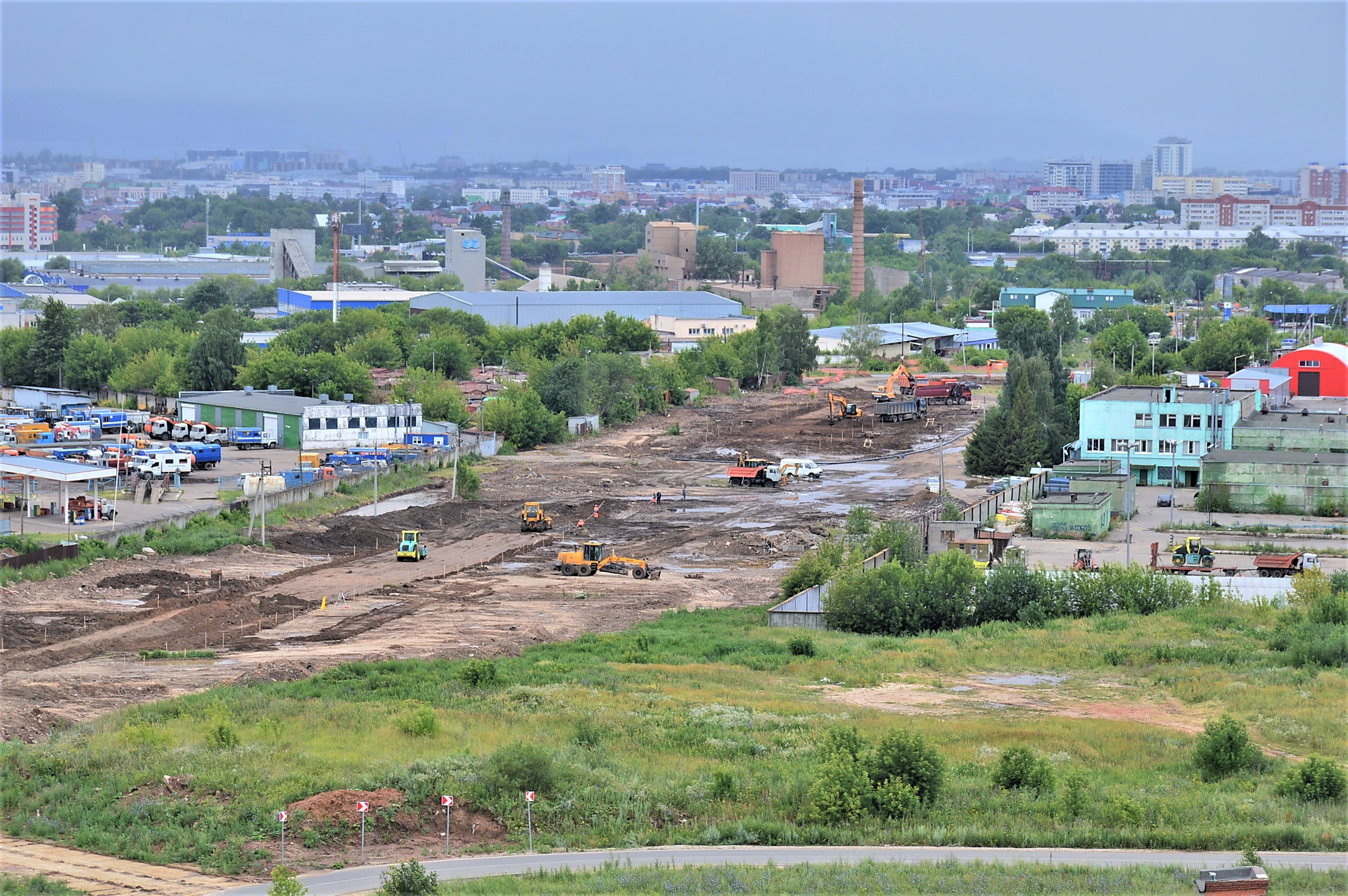
Начало строительства первой очереди Вознесенского тракта в районе улиц Родины и Бухарской, 2021 год

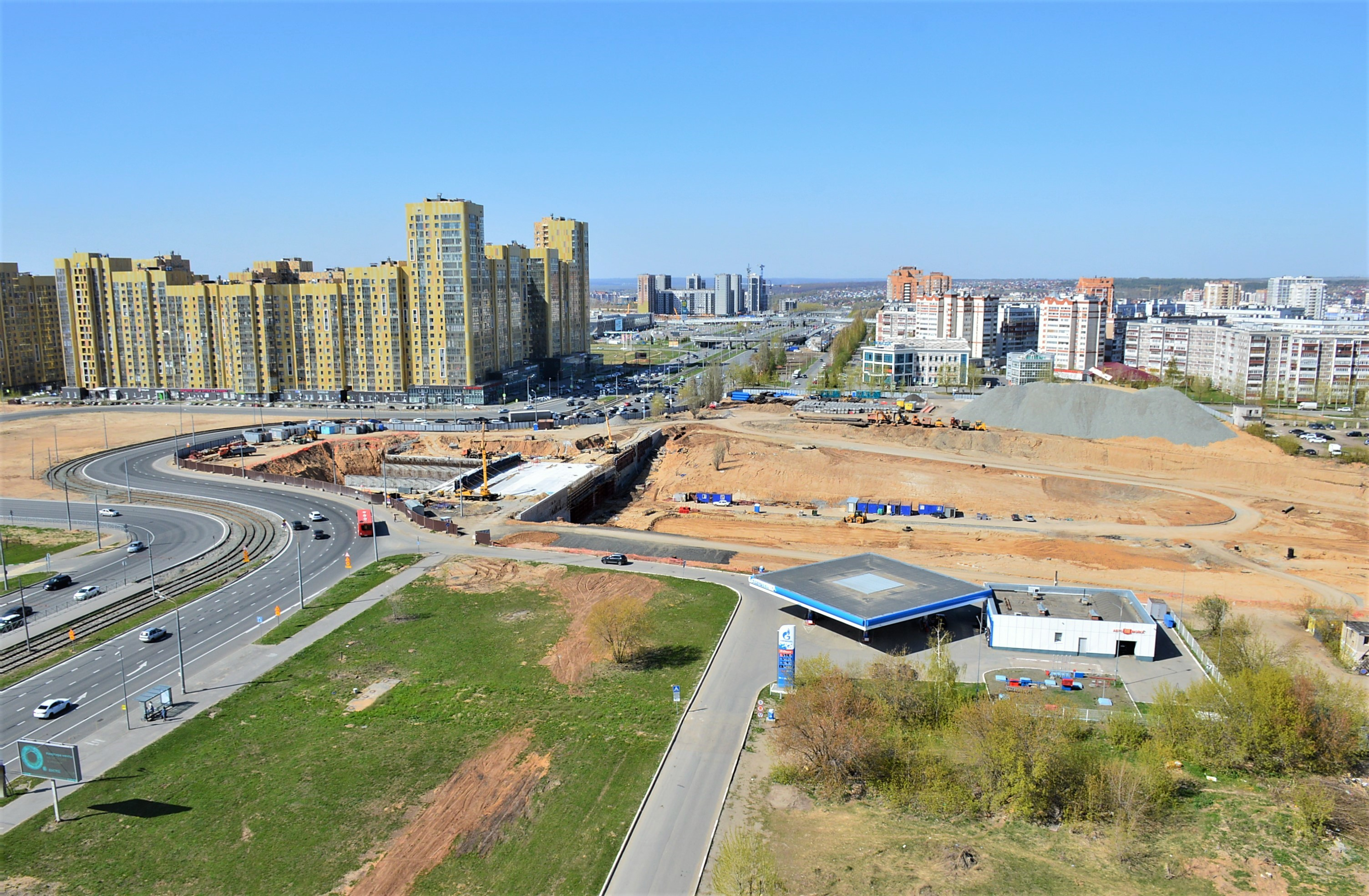
Строительство развязки на пересечении будущего Вознесенского тракта и проспекта Победы, 2022 год

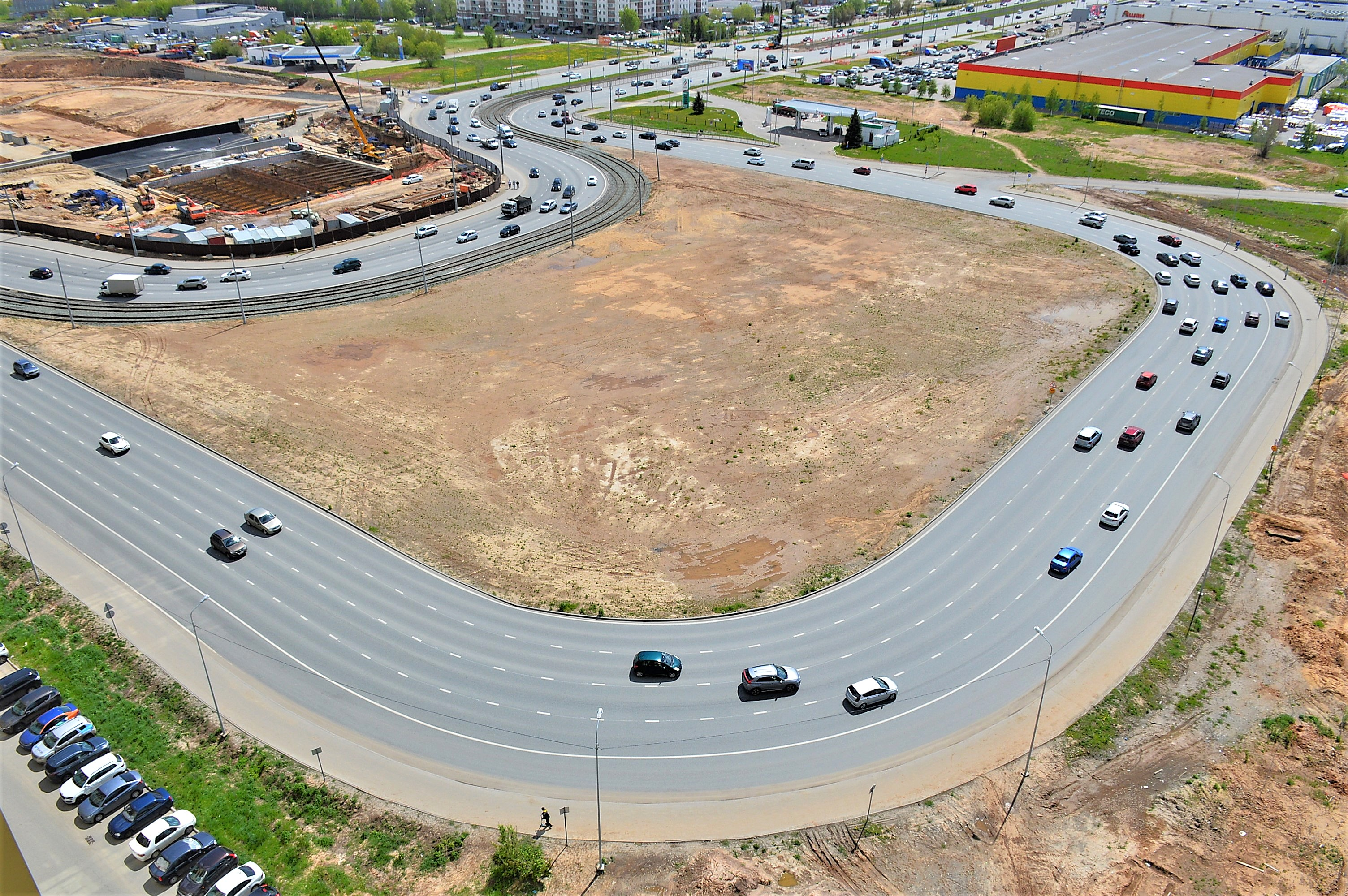
Временный объезд по проспекту Победы в период строительства развязки на пересечении с будущим Вознесенским трактом, 2022 год

### Планы строительства магистрали
Строительство автомагистрали (нынешнего Вознесенского тракта) было предусмотрено ещё генеральным планом Казани 1969 года. Правда, начинаться она должна была около нынешней железнодорожной станции Ометьево как продолжение так и непостроенной автомагистрали по дну Пугачёвского оврага (по улице Подгорной в южной части посёлка Калуга). От станции Ометьево автомагистраль должна была идти в восточном направлении и после пересечения улицы Гвардейской линия её прохождения почти совпадала с трассировкой нынешнего Вознесенского тракта.
Трассировка нынешнего Вознесенского тракта (как продолжение Аметьевской магистрали) была утверждена генеральным планом Казани 2007 года с предполагаемыми сроками строительства в течение 2010-х годов. Поскольку тогда реализовать этот проект не удалось, планы строительства Вознесенского тракта были перенесены в генеральный план Казани 2020 года (со сроком реализации до 2040 года).

### Строительство магистрали
Строительство Вознесенского тракта началось в рамках национального проекта «Безопасные качественные дороги» — на условиях софинансирования из федерального и татарстанского бюджетов. Заявленная стоимость его первой очереди от улицы Гвардейской до проспекта Победы (вместе с тремя путепроводами и подземными пешеходными переходами) составила 12 млрд рублей, но фактическая сумма затрат достигла 13,4 млрд рублей. Заявленная стоимость строительства второй очереди от проспекта Победы до федеральной магистрали М7 сначала составила 19 млрд рублей (в ценах 2021 года), затем увеличилась до 26 млрд рублей (в ценах 2023 года). Итоговая стоимость строительства второй очереди Вознесенского тракта достигла 27 млрд рублей, из которых 80% суммы составило государственное финансирование из бюджета Татарстана и федерального бюджета, а 20% оплатили частные инвесторы. 
Строительство первой очереди Вознесенского тракта с марта 2021 года вело ООО «Волга—Автодор». 12 октября 2023 года этот участок был открыт в присутствии главы Татарстана Рустама Минниханова и мэра Казани Ильсура Метшина.
Строительство второй очереди Вознесенского тракта также началось в 2021 году, но активно работы развернулись в 2023 году. Строительство этого участка осуществлялось в рамках концессионного соглашения, заключённого между Республикой Татарстан (концедентом) и ООО «Оптима-Технологии» (концессионером) со сроком действия 24 года. 26 декабря 2024 года этот участок магистрали был открыт в присутствии мэра города Ильсура Метшина, с подключением по видеосвязи главы Татарстана Рустама Минниханова и вице-премьера России Марата Хуснуллина.

## Платный участок магистрали
Летом 2022 года было принято решение о том, что проезд по всему участку второй очереди Вознесенского тракта станет платным. 
Стоимость проезда была утверждена 24 декабря 2024 года. Согласно этому решению, для легковых автомобилей I категории она составляет 90 рублей, в часы пик (06:30—09:00 и 17:00—19:30) — 150 рублей. Для машин остальных категорий действует один тариф: II категория — 150 рублей; III категория — 250 рублей; IV категория — 350 рублей.
Взимание платы осуществляется с помощью безбарьерной системы оплаты «Свободный поток»: с помощью камер фиксируется госномер автомобиля, распознаётся его класс, после чего рассчитывается стоимость проезда. Оплата осуществляется в течение пяти дней после поездки.  
Несмотря на платный режим тракта, качество исполнения проекта и режим эксплуатации дороги остался на традиционном для Казани низком уровне, особенно вызывает нарекания среди горожан полное фактическое отсутствие функционирующей  ливневой канализации, что приводит к возникновению затоплений участков трассы даже при минимальных осадках
Оператором платного участка Вознесенского тракта является ООО «Единый оператор» (г. Москва).

## Транспорт
По бесплатному участку Вознесенского тракта ходит автобус 89 маршрута. 